# Louis Bonet
Pour les articles homonymes, voir Bonet.
Jacques Louis Bonet, né le 17 mars 1822 à Grand-Manil et mort le 12 juin 1894 à Belgrade (Namur), est un artiste-peintre belge.

## Biographie
Jacques Louis Bonet est le fils d’un meunier établi à Grand-Manil près de Gembloux.
Il apprend la peinture auprès de Ferdinand Marinus (Académie des Beaux-Arts de Namur) et plus encore auprès du portraitiste François-Joseph Navez (Académie de Bruxelles), son véritable maître.
Il décède à Belgrade, une localité de la banlieue namuroise où il a passé plus de trente ans de sa vie, et il y est porté en terre au milieu d’un important concours de personnes parmi lesquelles se distinguent des membres du collège échevinal et du conseil communal de Namur, le corps enseignant et de nombreux anciens élèves de l’Académie des Beaux-Arts locale, les directeurs et professeurs de l’École industrielle, des représentants de l’Académie de musique, ainsi que plusieurs sommités du monde artistique bruxellois.
Dans ses éditions des samedi 16 et dimanche 17 juin 1894, L’Opinion libérale de Namur et de la Province reproduit le texte des quatre discours qui sont alors prononcés devant le caveau familial :
- Balat, le directeur de l’École industrielle, commence par rappeler le rôle que le défunt a joué dans la naissance, au début des années 1860, et dans le développement ultérieur de cet établissement de promotion sociale où il a assuré le cours de dessin ;

- puis, le peintre-paysagiste Théodore Baron, évoque la carrière de son collègue à l’Académie de peinture et de dessin de Namur, où il a commencé à enseigner le 22 janvier 1872 et dont il a assuré la direction depuis la mise à la retraite de Marinus, en 1882 ;

- le portraitiste Georges Genisson, dresse ensuite le portrait de l’homme, l’homme aimant et sympathique. L’intérieur de notre ami, dit-il, père et aïeul, fut pendant de longues années une idylle familiale. Près de sa vieille compagne et entouré de leurs charmantes filles, ces deux vieillards rappelaient des souvenirs antiques, Philémon et Baucis. […] Nous l’appelions le père Bonet, et ce mot qui n’impliquait aucune irrespectuosité, semblait lui plaire ; il étendait sa famille dans un rayon plus vaste et plus étendu. […] Enfant d’une école d’art un peu surannée aujourd’hui, mais convaincu obstinément de la nécessité, dans l’éducation des arts, des traditions classiques et des souvenirs des maîtres du passé, Bonet aimait avec les jeunes, les novateurs et les impressionnistes d’art et de philosophie, à regarder en avant, vers le soleil et la vérité.

- Xavier Lemaire enfin, s’exprime au nom de la commission directrice des Expositions triennales des Beaux-Arts mises sur pied par le Cercle artistique et littéraire de Namur, pour souligner la part prise par le disparu, dès 1871, dans le bon succès de ces manifestations d’envergure nationale.

## L’artiste
À près de soixante-dix ans, note Théodore Baron, Bonet entreprend encore le gigantesque tableau d’histoire qui, au dernier salon de Namur, a brillé par-delà tous les autres, aussi bien par ses immenses dimensions qui présentaient des difficultés d’exécution peut-être insurmontables pour beaucoup, mais encore par la belle intelligence de sa composition, sa belle coloration sobre, sa lumière, et le parfum religieux qui s’en exhalait. Il l’ennoblissait encore par l’élévation de la pensée qui avait présidé à son enfantement. Cette toile qui représente la Translation des reliques de saint Guibert de Gorze à Gembloux orne depuis lors le chœur de l’église de la petite ville coutelière.
Avant 1914, ses Deux mères et l’enfant du jugement de Salomon, son Galilée démontrant son système à Milton, ses portraits du bourgmestre Émile Cuvelier et du paysagiste François Roffiaen font partie de la collection artistique réunie par la ville de Namur avec l’intention de fonder un Musée des Beaux-Arts qui ne verra jamais le jour.
À vrai dire, l’œuvre de Louis Bonet est faite d’une abondance de scènes de genre, de pages d’histoire – profane aussi bien que religieuse – et de portraits. C’est dans ces derniers, peut-être, que réside la part la plus originale de sa création comme le suggère un délicat portrait de sa fille Alphonsine (L'enfant à la levrette), autant que l'affirment les lignes signées des seules initiales « E. L. » :
Plus d'influence d'école ; plus de souvenir de maître ; oubli complet des leçons et des objurgations. Entre l'œil et l'esprit du peintre, et le modèle, point de conseiller étranger. Bonet observait les lignes, le modèle, la coloration en toute liberté. L'idée même d'ennoblir, qui est une prescription d'école, ne le tourmentait pas. Il ne voulait qu'une chose : c'est que l'image fût la frappante expression de la réalité.

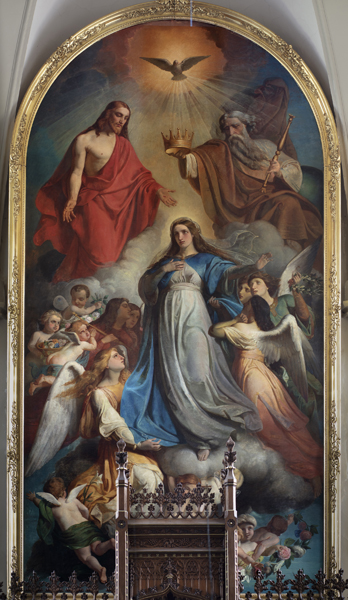
Couronnement de la Vierge (Ertvelde)
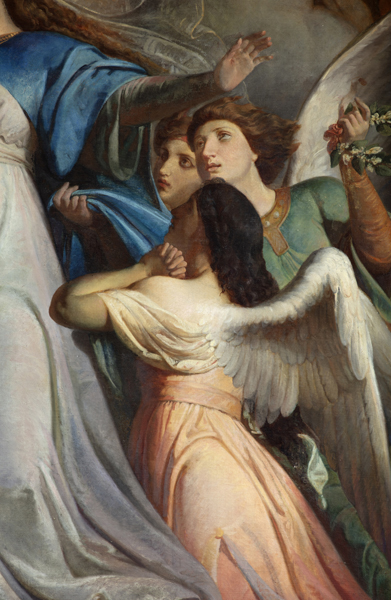
(détail)
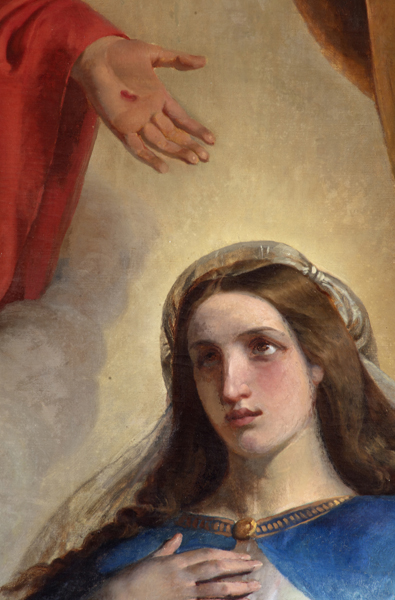
(détail)